# Ротело
Ротѐло (на италиански: Rotello) е село и община в Южна Италия, провинция Кампобасо, регион Молизе. Разположено е на 360 m надморска височина. Населението на общината е 1197 души (към 2013 г.).